# André Lamoglia
André Lamoglia Agra Gomes, né le 4 août 1997 à Rio de Janeiro, au Brésil, est un acteur et mannequin brésilien.
André Lamoglia est connu pour les rôles de Rafael Smor dans la série Juacas et de Luan dans la deuxième saison de la série Bia diffusées sur Disney Channel Brésil, et aussi d'Iván Carvalho à partir de la cinquième saison de la série Netflix, Élite.

## Biographie

### Jeunesse et formations
André Lamoglia est né le 4 août 1997 à Rio de Janeiro, au Brésil, d'une mère dénommée Regina Lamoglia et d'un père, João Roberto fontes. André Lamoglia a une sœur ainée, Bianca Lamoglia et un frère ainé Victor Lamoglia (né en 1995).
Son désir d'être acteur lui vient de son grand frère, Víctor Lamoglia, qui exerce également cette profession. Il explique : « Je voulais accompagner mon frère, c'est de là que l'envie est née, et puis j'ai demandé à mes parents de m'inscrire à un cours de théâtre ».
En 2015, il lance une chaîne YouTube avec Marcelo Duque intitulée Sem Moderação (« sans modération », en français), mais celle-ci ne compte qu'une publication. Ils font par ailleurs une incursion dans le monde de la publicité, en prêtant leur image à une compagnie de services d'internet[source insuffisante]. Cette même année, André Lamoglia joue pour la première fois dans une œuvre de théâtre, en interprétant le rôle principale, celui du prince, dans Cinderela (Cendrillon) de José Wilker, au théâtre Ipanema, avec l'actrice Anna Rita Cerqueira.

### Carrière

#### Télévision
En 2016, il collabore pour la première fois avec la télévision brésilienne en participant à la saison deux de la série Segredos de Justiça (« secrets de justice », en français), dans trois épisodes. Il y interprète Tomaz Pachá, l'un des trois fils d'un couple récemment séparé,. 
En 2017, il obtient son premier rôle important à la télévision, en jouant le rôle principal de la série Disney Channel Juacas. Il interprète Rafael Santos Moreira, un jeune homme qui s'enfuit du cours d'été imposé par son père, un grand homme d'affaires, pour former une équipe de surf et réaliser son rêve. Son interprétation lui vaut en 2019 une nomination dans la catégorie Meilleur acteur pour la télévision au Meus Prêmios Nick. Cette même année, ce rôle lui ouvre les portes de diverses autres productions : il joue dans des séries comme 1 Contra Todos (« 1 contre tous », en français), Detetives do Prédio Azul ou Rock Story.
On le retrouve également au casting des films De Novo, Não (2018) et Eu Sou Mais Eu (2019), avec dans le rôle principal la youtubeuse Kéfera Buchmann. Dans Eu Sou Mais Eu, il interprète Vitor, un lycéen.
En avril 2019, il représente Disney Channel lors de la campagne mondiale de National Geographic (connue sous le nom de Nat Geo Run) réalisée à Buenos Aires, Argentine. Il soutient cette initiative en participant à la fois à la présentation de l'événement, et à la course organisée dans le cadre de la campagne
En 2020, il rejoint la deuxième saison de la série Bia diffusée sur Disney Channel Amérique latine, dans laquelle il interprète le personnage de Luan, un gamer qui rend visite à son ami d'enfance Thiago, interprété par Rhener Freitas, et s'installe dans la résidence Kunst. La même année, Il participe au clip espagnol de la chanson Inolvidable de Giulia Be. Il y joue l'amoureux de la chanteuse.
En 2021, il intègre le casting de la cinquième saison d'Élite, série Netflix, dans le rôle d'Iván Carvalho, au côté de Manu Rios. La saison sort le 8 avril 2022,. Lamoglia fera également parti de la saison 7 de la série, qui sort le 20 octobre 2023.

## Filmographie

### Série télévisée
- 2016 : Segredos de Justiça : Tomáz Pachá (saison 2, trois épisodes)
- 2017 - 2019 : Juacas : Rafael Santos Moreira
- 2017 : 1 Contra Todos : Ami de Zévio (saison 2, épisode 4 : Pères et fils)
- 2017 : Detetives Do Prédio Bleu : Bóris (saison 1, épisode 9 : Adieu Boris)
- 2017 : Rock Story : Un adolescent
- 2020 : Bia : Luan (saison 2)
- 2021 : Bia : Un mondo al réves : Luan
- Depuis 2022 : Élite : Iván Carvalho (rôle principal saisons 5 à 8)[20]
- 2024 : Blood & Water : Iván Carvalho (saison 4)

### Cinéma
- 2018 : De Novo, Não de Kéfera Buchmann
- 2019 : Eu Sou Mais Eu de Pedro Amorim : Vítor
- 2019 : Le Traître (El traidor) de Marco Bellocchio : Felipe

### Clips
- 2020 : Inolvidable de Giulia Be : L'amoureux de Giulia Be